# Invoer (automatisering)
Invoer (vaak wordt hiervoor de Engelse term input gebruikt) is in de informatica ieder gegeven dat in een procedure van een computer of andere gegevensverwerker gebruikt wordt.
Om iets te kunnen invoeren is er bepaalde apparatuur nodig. Bekende voorbeelden zijn een toetsenbord en een computermuis. Ook kan een cd-speler worden gebruikt, of een diskettestation (dat ook gebruikt voor de uitvoer van gegevens). Een microfoon met spraakherkenningssoftware kan ook een invoerapparaat zijn. Voor diverse doeleinden is het scannen van een streepjescode of QR-code handig, bijvoorbeeld voor het invoeren van af te rekenen boodschappen door een medewerker of door de klant zelf.
In de context van tekstinvoer is een invoermethode (Engels: input method) een samenspel van programma's en apparatuur dat de invoer van tekens mogelijk maakt. Een QWERTY-toetsenbord met de bijbehorende aansturing, inclusief taalinstellingen en gebruikersvoorkeuren, is zo'n invoermethode, een Dvorak-toetsenbord is een andere. Verdere voorbeelden zijn muizen en schermtoetsenborden om cijfers of menukeuzes te maken. Voor mensen met ernstige motorische beperkingen zijn er speciale invoermethoden, zoals tweestandenschakelaars; met de hand of met hoofdbewegingen zijn daarmee letters te vormen. die zich niet op het toetsenbord bevinden. Dit is bijvoorbeeld van belang bij het invoeren van Chinese karakters.
Bepaalde apparatuur die van oorsprong gebruikt wordt voor uitvoer kan worden geschikt zijn voor invoer, zoals een aanraakscherm.

## Geschiedenis
In de begintijd van de computer was het niet gemakkelijk om gegevens in te voeren. Bij de eerste computers werd dat met schakelaars gedaan. Een flinke vooruitgang waren de ponskaarten. Pas toen de toetsenborden en harde schijven onderdeel van de computer uitmaakten kon men serieus gegevens invoeren en opslaan. Vaak werden gegevens meerdere keren ingevoerd omdat computers nog niet goed met elkaar konden communiceren.
Tegenwoordig worden veel gegevens automatisch verwerkt. Het invoeren van de gegevens gebeurt meestal nog maar één keer aan het begin van het traject.